# Sincerely (альбом Кали Учис)
Sincerely — пятый студийный альбом американской певицы Кали Учис. Он был выпущен 9 мая 2025 года на лейбле Capitol Records. Альбом был поддержан тремя синглами: «Sunshine & Rain…», «ILYSMIH» и «All I Can Say», последний был выпущен вместе с альбомом.
После своего выпуска Sincerely получил широкое признание музыкальных критиков и дебютировал на втором месте в американском чарте Billboard 200 с тиражом 62 000 единиц, что сделало его её третьим альбомом подряд, вошедшим в десятку лучших в стране. Учис собирается отправиться в тур The Sincerely, 14 августа 2025 года в поддержку альбома.

## История
В марте 2025 года певица рассказала, что событие, «изменившее её жизнь», вдохновило её на создание нового альбома, но не раскрыла никаких подробностей об этом. Позже она рассказала, что на создание альбома её вдохновили смерть её матери и рождение её первого ребёнка. Учис заявила, что альбом посвящён её матери, и она хотела увековечить её в альбоме. По словам Учис, Sincerely — это о «сложностях жизни» и попытках «найти радость в жизни, несмотря на мир», «ценить каждый момент и не принимать жизнь как должное». Прослушав альбом после его завершения, певица заметила в его текстах много вещей, «которые полностью отражают» то, что она чувствовала в тот момент.

## Отзывы
| Совокупная оценка | Совокупная оценка |
| Источник          | Оценка            |
| ----------------- | ----------------- |
| AnyDecentMusic?   | 7.7/10            |
| Metacritic        | 83/100            |
| Оценки критиков   |                   |
| Источник          | Оценка            |
| AllMusic          | [ 9 ]             |
| Clash             | 8/10              |
| NME               | [ 10 ]            |
| Paste             | 8.5/10            |
| Pitchfork         | 7.7/10            |
| Rolling Stone     | [ 13 ]            |
| Slant Magazine    | [ 2 ]             |

После выпуска Sincerely получил широкое признание критиков. На Metacritic, который присваивает нормализованный рейтинг из 100 рецензиям из основных изданий, альбом получил средний балл 83 на основе 7 рецензий, что указывает на «всеобщее признание». Сайт-агрегатор рецензий AnyDecentMusic? собрал 7 рецензий и дал альбому среднюю оценку 7,7 из 10, основываясь на их оценке критического консенсуса.
Стефани Фернандес из Rolling Stone написала: «Принятие, которое Учис находит во второй половине альбома, происходит не за счёт хаоса и неуверенности, о которых она поёт ранее. Все это там, вместе: любовь и боль, небо и земля, рождение и потеря». Ник Левин из NME дал альбому четыре звезды из пяти и написал: «Здесь её музыка излучает уверенность, даже когда её тексты намекают на глубоко укоренившуюся неуверенность. Мир сейчас особенно жесток, но этот альбом даёт своевременный, но неподвластный времени бальзам».
Робин Мюррей из Clash заявил: «Это пластинка, которая приглушает свет и наслаждается тенями. Временами чуть больше, чем шепот, Sincerely отбрасывает лишнее, чтобы раскрыть чистую правду любви. Еще одно выдающееся достижение, давно пора было почтить Кали Учис как преобразующий талант R&B». Альфред Сото из Pitchfork написал: «Sincerely лучше звучит как единое целое, а не как треки, отобранные для плейлиста, что прекрасно, хотя „Sugar! Honey! Love!“ и „Daggers!“ входят в число самых прожитых треков Учис. Кроме того, такие бесхитростные и герметичные альбомы, как Sincerely, записанные амбициозными артистами относительной молодости, как правило, выглядят как кратковременный памятник радости, о которой они не могут знать, что она преходяща, и если это не так, что ж, это тоже прекрасно».

## Список композиций
Слова и музыка всех песен — Karly-Marina Loaiza. Трек «It’s Just Us» написан совместно с  David Burke; «ILYSMIH» создан вместе с Pooks..
| №                   | Название                | Продюсеры                                            | Длительность |
| ------------------- | ----------------------- | ---------------------------------------------------- | ------------ |
| 1.                  | «Heaven Is a Home…»     | Kali Uchis Jeff Hazin Nick Ferraro Dylan Wiggins [a] | 4:04         |
| 2.                  | «Sugar! Honey! Love!»   | Uchis the Outfit                                     | 3:04         |
| 3.                  | «Lose My Cool,»         | Uchis Josh Crocker                                   | 5:56         |
| 4.                  | «It's Just Us»          | Dan Darmawan                                         | 3:00         |
| 5.                  | «For: You»              | Uchis Hazin Ferraro Wiggins [a]                      | 3:13         |
| 6.                  | «Silk Lingerie,»        | Uchis Vegyn Wiggins [a]                              | 4:07         |
| 7.                  | «Territorial»           | Uchis Hazin Ferraro                                  | 3:14         |
| 8.                  | «Fall Apart,»           | Uchis Crocker Alex Goose                             | 3:06         |
| 9.                  | «All I Can Say»         | Uchis 54 Ultra Vince Chiarito                        | 3:07         |
| 10.                 | «Daggers!»              | Uchis Crocker Tom Henry [a]                          | 3:06         |
| 11.                 | «Angels All Around Me…» | Uchis Leon Michels Wiggins [a]                       | 5:34         |
| 12.                 | «Breeze!»               | Uchis Al Shux Wiggins [a]                            | 2:24         |
| 13.                 | «Sunshine & Rain…»      | Uchis Wiggins                                        | 3:17         |
| 14.                 | «ILYSMIH»               | Uchis Crocker Wiggins                                | 3:33         |
| Общая длительность: | Общая длительность:     | Общая длительность:                                  | 50:52        |

### Примечание
- ↑  дополнительный продюсер.

## Чарты
| Чарт (2025)                       | Высшая позиция |
| --------------------------------- | -------------- |
| Австралия (ARIA)                  | 44             |
| Австрия (Ö3 Austria)              | 51             |
| Бельгия/Фландрия (Ultratop)       | 61             |
| Бельгия/Валлония (Ultratop)       | 49             |
| Нидерланды (Album Top 100)        | 21             |
| Франция (SNEP)                    | 35             |
| Германия (Offizielle Top 100)     | 22             |
| Новая Зеландия (RMNZ)             | 29             |
| Шотландия (Scottish Albums Chart) | 12             |
| Швейцария (Schweizer Hitparade)   | 11             |
| Великобритания (UK Albums Chart)  | 53             |
| США (Billboard 200)               | 2              |